# Dial 'M' for Monkey
Albums de Bonobo
One Offs, Remixes & B-sides
(2002) It Came From The Sea
(2005)
Dial 'M' for Monkey est le second album de Bonobo. Il est sorti en 2003 sur le label Ninja Tune,,,,.

## Liste des titres
1. "Noctuary" – 5:22
2. "Flutter" – 4:44
3. "D Song" – 5:19
4. "Change Down" – 4:33
5. "Wayward Bob" – 4:39
6. "Pick Up" – 4:08
7. "Something for Windy" – 1:11
8. "Nothing Owed" – 6:16
9. "Light Pattern" – 5:12